# أندي يورجنسن
أندي يورجنسن هو سياسي أمريكي، ولد في 10 سبتمبر 1967 في برلين في الولايات المتحدة. نشط حزبياً في الحزب الديمقراطي. وقد انتخب عضو جمعية ولاية ويسكونسن ‏.